# Orrum
Orrum és una població del Comtat de Robeson a l'estat de Carolina del Nord (Estats Units d'Amèrica) Segons el cens del tenia 79 habitants

## Demografia
Segons el Cens dels Estats Units del 2000, Orrum tenia 79 habitants, 32 habitatges i 20 famílies. La densitat de població era de 54,5 habitants per km².
Per edats la població es repartia de la següent manera: un 19,0% tenia menys de 18 anys, un 7,6% entre 18 i 24, un 26,6% entre 25 i 44, un 34,2% de 45 a 60 i un 12,7% 65 anys o més.
L'edat mediana era de 42 anys. Per cada 100 dones de 18 o més anys hi havia 88,2 homes.
La renda mediana per habitatge era de 25.417 $ i la renda mediana per família de 35.000 $. Els homes tenien una renda mediana de 27.917 $ mentre que les dones 13.125 $. La renda per capita de la població era de 12.095 $. Entorn del 22,2% de les famílies i el 17,0% de la població estaven per davall del llindar de pobresa.

## Poblacions properes
El següent diagrama mostra les poblacions més properes.